# Vammala (stacja kolejowa)
Vammala (fiń. Vammalan rautatieasema) – stacja kolejowa w Harjavalta, w regionie Satakunta, w Finlandii. Znajduje się na linii Tampere – Pori. Ponadto stacja jest obsługiwana przez codzienne pociągi InterCity Pori-Helsinki. Bilety na pociąg można kupić w automacie. Pociągi zatrzymują się głównie na torze nr 2, który sąsiaduje z budynkiem dworca. Tor 1 obsługuje na zmianę pociągi z Tampere. Tor 3 nie jest obecnie używany.
Dworzec kolejowy Vammala jest jednym na linii Tampere-Pori oryginalnym budynkiem stacyjnym; został ukończony według projektu Oulun rata, najpóźniej w 1895 roku, kiedy to otwarto połączenie kolejowe między Tampere i Pori. Na tylnej stronie budynku dodano skrzydło w 1925 roku, fasada budynku jednak zachowała się w niemal nienaruszonym stanie. Stacja została wybudowana w 1898 roku z ceglaną dwumiejscową parowozowni, która została rozebrana na początku 2000 r. Aby wymienić oryginalną drewnianą wieżę ciśnień, zbudowano nową w 1930 roku z cegły która wciąż stoi do dzisiaj. Stacja kolejowa powstała na odludziu, ale po I wojnie światowej, teren wokół dworca szybko się rozwijał. Stację początkowo nazywano Tyrvään (skrót Tva), ale na początku 1955 stacja została przeniesiona do ówczesnego miasteczko Vammala (na początku 1965) obszar miasta, w tym przypadku również nazwa stacji została zmieniona na Vammala. Od 2007 roku budynek dworca jest chronionym prawnie zabytkiem.

## Linie kolejowe
- Tampere – Pori